# Großer Preis der USA 1968
Der Große Preis der USA 1968 (offiziell XI United States Grand Prix) fand am 6. Oktober auf dem Watkins Glen International in Watkins Glen statt und war das elfte Rennen der Automobil-Weltmeisterschaft 1968.

## Berichte

### Hintergrund

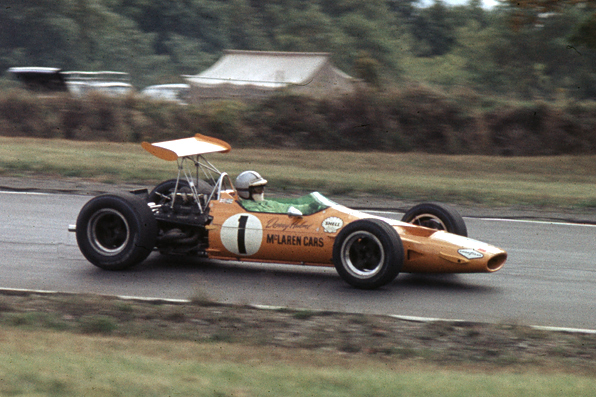
Denis Hulme im McLaren M7A

Nachdem Mario Andretti und Bobby Unser beim Großen Preis von Italien für Lotus beziehungsweise B.R.M. am Training teilgenommen, dann aber zugunsten eines parallel stattfindenden USAC-Rennens auf den Start verzichtet hatten, erhielten sie nun von denselben Teams eine weitere Chance zur Durchführung ihres Grand-Prix-Debüts, die sie diesmal auch nutzten.
Bei Ferrari wurde Jacky Ickx, der sich bei einem Unfall während des Großen Preises von Kanada einen Beinbruch zugezogen hatte, von Derek Bell vertreten.

### Training
Unser hatte bereits während der ersten Trainingseinheit einen Unfall, bei dem er seinen Rennwagen stark beschädigte. Der zweite einheimische Debütant Andretti überraschte hingegen die Fachwelt, indem er sich mit der Pole-Position qualifizierte. Neben ihm eroberte Jackie Stewart einen Platz in der ersten Reihe. Dahinter starteten Graham Hill und Chris Amon vor Denis Hulme, der punktgleich mit Hill die Weltmeisterschaftswertung anführte, und Jochen Rindt. Henri Pescarolo konnte am weiteren Verlauf des Rennwochenendes nicht teilnehmen, da sein Matra-Motor während des Trainings irreparabel beschädigt wurde.

### Rennen
Während Unsers Wagen rechtzeitig fürs Rennen repariert werden konnte, musste Jackie Oliver, der ebenfalls einen schweren Trainingsunfall hatte, auf den Start verzichten.
Die Hoffnungen der US-amerikanischen Zuschauer auf einen Sieg des Pole-Setters Andretti wurden bereits kurz nach dem Start zerstreut, indem Stewart im Laufe der ersten Runde die Spitze übernahm und bis ins Ziel nicht mehr abgab. Amon lag auf dem dritten Rang vor den WM-Kontrahenten Hill und Hulme. Diese Reihenfolge blieb für einige Umläufe konstant, bis Amon sich auf ausgelaufenem Kühlwasser seines eigenen Wagens drehte und zurückfiel.
In der 14. Runde verlor Andretti einige Chassis-Teile, ohne dass es zuvor zu einer Berührung mit einem Konkurrenten gekommen war. Aufgrund des dadurch erforderlichen Boxenstopps fiel er ans Ende des Feldes zurück. Er machte daraufhin zwar wieder einige Positionen gut, fiel jedoch in Runde 32 wegen eines Kupplungsschadens aus.
Hulme drehte sich auf einer Ölspur und musste infolgedessen einen Boxenstopp einlegen. In der Hoffnung, wichtige Punkte im Kampf um die WM zu erreichen, nahm er nach dem Stopp das Rennen wieder auf, verunfallte jedoch in der 93. Runde aufgrund eines technischen Defektes.
Während Stewart und Hill unangefochten auf den ersten beiden Positionen lagen, duellierten sich Dan Gurney und John Surtees um den dritten Platz. Ein Dreher und ein Reifenproblem ließen Gurney schließlich in den letzten Runden auf den vierten Rang zurückfallen.

## Meldeliste
| Team                          | Nr. | Fahrer               | Chassis            | Motor                    | Reifen |
| ----------------------------- | --- | -------------------- | ------------------ | ------------------------ | ------ |
| Bruce McLaren Motor Racing    | 01  | Denis Hulme          | McLaren M7A        | Ford Cosworth DFV 3.0 V8 | G      |
| Bruce McLaren Motor Racing    | 02  | Bruce McLaren        | McLaren M7A        | Ford Cosworth DFV 3.0 V8 | G      |
| Brabham Racing Organisation   | 03  | Jack Brabham         | Brabham BT26       | Repco 860 3.0 V8         | G      |
| Brabham Racing Organisation   | 04  | Jochen Rindt         | Brabham BT26       | Repco 860 3.0 V8         | G      |
| Honda Racing                  | 05  | John Surtees         | Honda RA301        | Honda RA301E 3.0 V12     | F      |
| Scuderia Ferrari SpA SEFAC    | 06  | Chris Amon           | Ferrari 312 (1968) | Ferrari 242C 3.0 V12     | F      |
| Scuderia Ferrari SpA SEFAC    | 07  | Derek Bell           | Ferrari 312 (1968) | Ferrari 242C 3.0 V12     | F      |
| Owen Racing Organisation      | 08  | Pedro Rodríguez      | BRM P133           | BRM P142 3.0 V12         | G      |
| Owen Racing Organisation      | 09  | Bobby Unser          | BRM P138           | BRM P142 3.0 V12         | G      |
| Gold Leaf Team Lotus          | 10  | Graham Hill          | Lotus 49B          | Ford Cosworth DFV 3.0 V8 | F      |
| Gold Leaf Team Lotus          | 11  | Jackie Oliver        | Lotus 49B          | Ford Cosworth DFV 3.0 V8 | F      |
| Gold Leaf Team Lotus          | 12  | Mario Andretti       | Lotus 49B          | Ford Cosworth DFV 3.0 V8 | F      |
| Anglo American Racers         | 14  | Dan Gurney           | McLaren M7A        | Ford Cosworth DFV 3.0 V8 | G      |
| Matra International (Tyrrell) | 15  | Jackie Stewart       | Matra MS10         | Ford Cosworth DFV 3.0 V8 | D      |
| Rob Walker Racing             | 16  | Joseph Siffert       | Lotus 49B          | Ford Cosworth DFV 3.0 V8 | F      |
| Joakim Bonnier Racing Team    | 17  | Joakim Bonnier       | McLaren M5A        | BRM P142 3.0 V12         | G      |
| Cooper Car Company            | 18  | Vic Elford           | Cooper T86B        | BRM P142 3.0 V12         | G      |
| Cooper Car Company            | 19  | Lucien Bianchi       | Cooper T86B        | BRM P142 3.0 V12         | G      |
| Matra Sports                  | 20  | Henri Pescarolo      | Matra MS11         | Matra MS9 3.0 V12        | D      |
| Matra Sports                  | 21  | Jean-Pierre Beltoise | Matra MS11         | Matra MS9 3.0 V12        | D      |
| Reg Parnell Racing            | 22  | Piers Courage        | BRM P126           | BRM P142 3.0 V12         | G      |

## Klassifikationen

### Startaufstellung
| Pos. | Fahrer               | Konstrukteur   | Zeit    | Ø-Geschwindigkeit | Start |
| ---- | -------------------- | -------------- | ------- | ----------------- | ----- |
| 01   | Mario Andretti       | Lotus-Ford     | 1:04,20 | 207,533 km/h      | 01    |
| 02   | Jackie Stewart       | Matra-Ford     | 1:04,27 | 207,307 km/h      | 02    |
| 03   | Graham Hill          | Lotus-Ford     | 1:04,28 | 207,274 km/h      | 03    |
| 04   | Chris Amon           | Ferrari        | 1:04,37 | 206,985 km/h      | 04    |
| 05   | Denis Hulme          | McLaren-Ford   | 1:04,57 | 206,344 km/h      | 05    |
| 06   | Jochen Rindt         | Brabham-Repco  | 1:04,81 | 205,579 km/h      | 06    |
| 07   | Dan Gurney           | McLaren-Ford   | 1:05,22 | 204,287 km/h      | 07    |
| 08   | Jack Brabham         | Brabham-Repco  | 1:05,25 | 204,193 km/h      | 08    |
| 09   | John Surtees         | Honda          | 1:05,32 | 203,974 km/h      | 09    |
| 10   | Bruce McLaren        | McLaren-Ford   | 1:05,69 | 202,825 km/h      | 10    |
| 11   | Pedro Rodríguez      | B.R.M.         | 1:06,10 | 201,567 km/h      | 11    |
| 12   | Joseph Siffert       | Lotus-Ford     | 1:06,17 | 201,354 km/h      | 12    |
| 13   | Jean-Pierre Beltoise | Matra          | 1:06,96 | 198,978 km/h      | 13    |
| 14   | Piers Courage        | B.R.M.         | 1:07,02 | 198,800 km/h      | 14    |
| 15   | Derek Bell           | Ferrari        | 1:07,06 | 198,682 km/h      | 15    |
| 16   | Jackie Oliver        | Lotus-Ford     | 1:07,46 | 197,504 km/h      | 16    |
| 17   | Vic Elford           | Cooper-B.R.M.  | 1:08,53 | 194,420 km/h      | 17    |
| 18   | Joakim Bonnier       | McLaren-B.R.M. | 1:08,93 | 193,292 km/h      | 18    |
| 19   | Bobby Unser          | B.R.M.         | 1:09,60 | 191,431 km/h      | 19    |
| 20   | Lucien Bianchi       | Cooper-B.R.M.  | 1:09,77 | 190,965 km/h      | 20    |
| 21   | Henri Pescarolo      | Matra          | 1:10,43 | 189,175 km/h      | DNS   |

### Rennen
| Pos. | Fahrer               | Konstrukteur   | Runden | Stopps | Zeit       | Start | Schnellste Runde |
| ---- | -------------------- | -------------- | ------ | ------ | ---------- | ----- | ---------------- |
| 01   | Jackie Stewart       | Matra-Ford     | 108    | 0      | 1:59:20,29 | 02    | 1:05,22 (52.)    |
| 02   | Graham Hill          | Lotus-Ford     | 108    | 0      | + 24,68    | 03    |                  |
| 03   | John Surtees         | Honda          | 107    | 0      | + 1 Runde  | 09    |                  |
| 04   | Dan Gurney           | McLaren-Ford   | 107    | 0      | + 1 Runde  | 07    |                  |
| 05   | Joseph Siffert       | Lotus-Ford     | 105    | 0      | + 3 Runden | 12    |                  |
| 06   | Bruce McLaren        | McLaren-Ford   | 103    | 0      | + 5 Runden | 10    |                  |
| –    | Piers Courage        | B.R.M.         | 093    | 0      | DNF        | 14    |                  |
| –    | Denis Hulme          | McLaren-Ford   | 092    | 1      | DNF        | 05    |                  |
| –    | Lucien Bianchi       | Cooper-B.R.M.  | 088    | 0      | NC         | 20    |                  |
| –    | Jack Brabham         | Brabham-Repco  | 077    | 0      | DNF        | 08    |                  |
| –    | Jochen Rindt         | Brabham-Repco  | 073    | 0      | DNF        | 06    |                  |
| –    | Vic Elford           | Cooper-B.R.M.  | 071    | 0      | DNF        | 17    |                  |
| –    | Pedro Rodríguez      | B.R.M.         | 066    | 0      | DNF        | 11    |                  |
| –    | Joakim Bonnier       | McLaren-B.R.M. | 062    | 1      | NC         | 18    |                  |
| –    | Chris Amon           | Ferrari        | 059    | 0      | DNF        | 04    |                  |
| –    | Jean-Pierre Beltoise | Matra          | 044    | 0      | DNF        | 13    |                  |
| –    | Bobby Unser          | B.R.M.         | 035    | 0      | DNF        | 19    |                  |
| –    | Mario Andretti       | Lotus-Ford     | 032    | 2      | DNF        | 01    |                  |
| –    | Derek Bell           | Ferrari        | 014    | 0      | DNF        | 15    |                  |
| DNS  | Jackie Oliver        | Lotus-Ford     | –      | –      | –          | 16    | –                |

## WM-Stände nach dem Rennen
Die ersten sechs des Rennens bekamen 9, 6, 4, 3, 2, 1 Punkte. Die besten fünf Ergebnisse der ersten sechs und der zweiten sechs Rennen zählten zur Meisterschaft. In der Konstrukteurswertung zählten dabei nur die Punkte des bestplatzierten Fahrers eines Teams.

### Fahrerwertung
| Pos. | Fahrer                | Konstrukteur                                 | Punkte |
| ---- | --------------------- | -------------------------------------------- | ------ |
| 01   | Graham Hill           | Lotus-Ford                                   | 39     |
| 02   | Jackie Stewart        | Matra-Ford                                   | 36     |
| 03   | Denis Hulme           | McLaren-Ford                                 | 33     |
| 04   | Jacky Ickx            | Ferrari                                      | 27     |
| 05   | Bruce McLaren         | McLaren-Ford                                 | 16     |
| 06   | Pedro Rodríguez       | B.R.M.                                       | 15     |
| 07   | John Surtees          | Honda                                        | 12     |
| 08   | Joseph Siffert        | Lotus-Ford / Cooper-Maserati                 | 11     |
| 09   | Jean-Pierre Beltoise  | Matra                                        | 11     |
| 10   | Chris Amon            | Ferrari                                      | 10     |
| 11   | Jim Clark †           | Lotus-Ford                                   | 9      |
| 12   | Jochen Rindt          | Brabham-Repco                                | 8      |
| 13   | Johnny Servoz-Gavin   | Matra-Ford                                   | 6      |
| 14   | Richard Attwood       | B.R.M.                                       | 6      |
| 15   | Ludovico Scarfiotti † | Cooper-B.R.M.                                | 6      |
| 16   | Lucien Bianchi        | Cooper-B.R.M.                                | 5      |
| 17   | Vic Elford            | Cooper-B.R.M.                                | 5      |
| 18   | Piers Courage         | B.R.M.                                       | 4      |
| 19   | Brian Redman          | Cooper-B.R.M.                                | 4      |
| 20   | Dan Gurney            | McLaren-Ford / Eagle-Weslake / Brabham-Repco | 3      |
| 21   | Jack Brabham          | Brabham-Repco                                | 2      |

| Pos. | Fahrer            | Konstrukteur                     | Punkte |
| ---- | ----------------- | -------------------------------- | ------ |
| 22   | Jackie Oliver     | Lotus-Ford                       | 2      |
| 23   | Silvio Moser      | Brabham-Repco                    | 2      |
| 24   | Joakim Bonnier    | McLaren-B.R.M. / Cooper-Maserati | 1      |
| 25   | John Love         | Brabham-Repco                    | 0      |
| 26   | Hubert Hahne      | Lola-BMW                         | 0      |
| 27   | Kurt Ahrens       | Brabham-Repco                    | 0      |
| –    | Jackie Pretorius  | Brabham-Climax                   | 0      |
| –    | Sam Tingle        | LDS-Repco                        | 0      |
| –    | Basil van Rooyen  | Cooper-Climax                    | 0      |
| –    | Andrea de Adamich | Ferrari                          | 0      |
| –    | Mike Spence †     | B.R.M.                           | 0      |
| –    | Dave Charlton     | Brabham-Repco                    | 0      |
| –    | Jo Schlesser †    | Honda                            | 0      |
| –    | Robin Widdows     | Cooper-B.R.M.                    | 0      |
| –    | David Hobbs       | Honda                            | 0      |
| –    | Derek Bell        | Ferrari                          | 0      |
| –    | Henri Pescarolo   | Matra                            | 0      |
| –    | Bill Brack        | Lotus-Ford                       | 0      |
| –    | Bobby Unser       | B.R.M.                           | 0      |
| –    | Mario Andretti    | Lotus-Ford                       | 0      |

### Konstrukteurswertung
| Pos. | Konstrukteur  | Punkte |
| ---- | ------------- | ------ |
| 01   | Lotus-Ford    | 53     |
| 02   | Matra-Ford    | 45     |
| 03   | McLaren-Ford  | 43     |
| 04   | Ferrari       | 32     |
| 05   | B.R.M.        | 25     |
| 06   | Cooper-B.R.M. | 14     |
| 07   | Honda         | 12     |
| 08   | Brabham-Repco | 10     |

| Pos. | Konstrukteur    | Punkte |
| ---- | --------------- | ------ |
| 09   | Matra           | 8      |
| 10   | McLaren-B.R.M.  | 3      |
| 11   | Cooper-Maserati | 0      |
| 12   | Eagle-Weslake   | 0      |
| 13   | Lola-BMW        | 0      |
| –    | Brabham-Climax  | 0      |
| –    | LDS-Repco       | 0      |